# Distenia esmeralda
Distenia esmeralda là một loài bọ cánh cứng trong họ Cerambycidae.